# Иван Алев
Иван Христов Алев, още Алов или Альов, е български лекар и деец на националноосвободителното движение в Македония.

## Биография
Иван Алев е роден в 1851 година година в южномакедонската паланка Гумендже, тогава в Османската империя, днес Гумениса, Гърция. В 1879 година завършва медицина в Атина, връща се в родния си град, където започва да практикува и работи до 1908 година. След това се мести в Кукуш. От 1913 година е околийски лекар в Неврокоп. Алев е доверено лице на ВМОРО и лекува болните и ранени дейци на организацията. През Първата световна война Алев е дивизионен военен лекар в Българската армия. След Първата световна война отново се установява в Неврокоп като околийски лекар.
Умира на 15 февруари 1919 година. Убит е от разбунтували се войници.